# James Arthur
James Andrew Arthur (Middlesbrough, 2 marzo 1988) è un cantante britannico. È diventato famoso dopo aver vinto la nona edizione di The X Factor nel 2012. Il suo singolo di debutto, una cover di "Impossible" di Shontelle, è stato pubblicato da Syco Music dopo la finale, e ha debuttato al numero uno della UK Singles Chart. Da allora, ha venduto oltre 30 milioni di copie in tutto il mondo, rendendolo il singolo del vincitore di maggior successo nella storia dello show.
Il singolo successivo, "You're Nobody 'til Somebody Loves You", ha raggiunto il numero 2 della UK Singles Chart. Ha pubblicato il suo omonimo album di debutto in studio nel novembre 2013. L'album ha debuttato e ha raggiunto il numero due della UK Albums Chart. Dopo l'uscita del suo album di debutto in studio James Arthur, è stato coinvolto in una serie di controversie che hanno portato iTunes a offrire rimborsi per l'album.
Arthur si è separato dall'etichetta discografica Syco di Simon Cowell nel 2014. Nel 2015, ha firmato un nuovo contratto con la Columbia Records per pubblicare il suo secondo album in studio, Back from the Edge, nel 2016; è stato anche ri-firmato con Syco nel 2016. Il singolo principale dell'album, intitolato "Say You Won't Let Go" è stato pubblicato nel settembre 2016, ha riscosso un grande successo, raggiungendo il numero 1 della UK Singles Chart e vendendo quasi 2,7 milioni di copie a partire da febbraio 2021. Back from the Edge è stato lanciato il 28 ottobre 2016 e ha debuttato al numero uno della UK Albums Chart. Il 18 ottobre 2019, dopo aver pubblicato numerosi singoli nei due anni precedenti, Arthur ha pubblicato il suo terzo album in studio, You; questo album ha debuttato e raggiunto il numero due nella classifica degli album del Regno Unito. Nel febbraio 2021, Arthur ha firmato con Columbia Records UK e Columbia Records Germany dopo che Syco aveva cessato le attività.

## Biografia
Arthur è nato il 2 marzo 1988, da madre inglese, Shirley Ashworth, e padre scozzese, Neil Arthur. Neil era un autista delle consegne, ma è stato anche DJ e batterista per molti anni, mentre Shirley era una modella e in seguito una professionista delle vendite e del marketing. Il padre e la madre di Arthur si separarono quando lui aveva due anni,  e si stabilirono con nuovi partner: quando Arthur aveva tre anni, Shirley si incontrò con Ronnie Rafferty, un ingegnere informatico, e in seguito Neil sposò un'altra donna; insieme ebbero la sorellastra di Arthur.
All'età di 14 anni, Arthur è entrato in affidamento volontario part-time: ha vissuto con suo padre, Neil, per tre giorni alla settimana ed è stato in affidamento a Brotton, a circa dieci miglia da Redcar, per gli altri quattro giorni.
Arthur ha frequentato per la prima volta la Ings Farm Primary School di Redcar, nel North Yorkshire. Nel 1997, quando aveva nove anni, si trasferì con sua madre, il suo patrigno e due delle sue sorelle in Bahrain. In Bahrain, ha studiato presso la locale British School of Bahrain. Nell'aprile 2001, quando Arthur aveva 13 anni, tornarono in Inghilterra, dopo aver vissuto in Asia per un totale di quattro anni. Al suo ritorno, ha continuato i suoi studi alla Rye Hills School di Redcar.

## Carriera

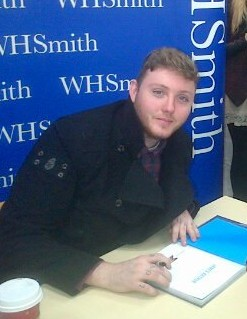
James Arthur in una sessione di firma di libri al WHSmith di Middlesbrough il 9 gennaio 2013

Vincitore nel 2012 della nona stagione del talent-show televisivo The X Factor UK, ha esordito sul mercato discografico con il singolo Impossible (cover dell'omonimo brano di Shontelle), che ha raggiunto le prime posizioni delle classifiche europee venendo così certificato singolo di platino per le oltre 1 milione di copie vendute.
Nel novembre 2013 ha pubblicato il suo primo album in studio, che ha raggiunto la posizione #2 della classifica Official Albums Chart. Nello stesso anno ha vinto due importanti premi: un Premio 40 Principales per la miglior canzone ed un NRJ Music Award come rivelazione internazionale dell'anno. Ha anche ottenuto, seppure non vincendola, una candidatura ai BRIT Awards per il singolo dell'anno. Il 7 settembre 2014 annuncia di aver firmato per la Columbia Records. Il secondo progetto, intitolato Back from the Edge, viene pubblicato il 28 Ottobre 2016. Dall'album, posizionatosi al primo posto in classifica vendite, viene estratto Say You Won't Let Go, singolo premiato con la certificazione di platino.
Il 18 Ottobre 2018 esce il suo nuovo singolo Empty Space. Il 16 Novembre 2018, invece, l'etichetta discografica Atlantic Records distribuisce la sua cover del brano Rewrite The Stars, in collaborazione con la cantante, anch'essa britannica, Anne-Marie. Il suddetto brano, nella versione originale, interpretato da Zac Efron e da Zendaya, era stato parte della colonna sonora del film americano The Greatest Showman.
Il terzo album in studio di Arthur, You, è stato pubblicato il 18 ottobre 2019, insieme al settimo singolo dell'album, "Quite Miss Home". L'album debuttò e raggiunse il numero due della UK Albums Chart, scese al numero 10 nella settimana successiva e rimase in classifica per un totale di 24 settimane.
Nel luglio 2020, Arthur ha confermato tramite Twitter di aver iniziato a lavorare a un quarto album in studio "negli ultimi due mesi", rivelando ulteriormente "Non potrei essere più entusiasta di condividere con voi questa nuova corsia in cui sto suonando, penso che sarai sorpreso in senso positivo. Questo è l'album che volevo fare da così tanto tempo! " Arthur ha fornito la parte vocale del brano "Lasting Lover" di Sigala, pubblicato il 4 settembre 2020.
Dopo che la sua etichetta Syco aveva cessato le attività, è stato riportato in un comunicato stampa il 15 febbraio 2021 che Arthur aveva firmato con Columbia Records UK in un co-accordo con Columbia Records Germany; quest'ultima aveva già distribuito l'album Back from the Edge in alcuni mercati. Il primo singolo Medicine è stato pubblicato il 5 marzo 2021. L'album It'll All Make Sense in the End viene infine pubblicato nel novembre 2021. Pubblica successivamente il singolo natalizio Christmas Bells. 
Nel 2022 collabora con Josh Franceschi nel singolo Lose My Mind e con Lost Frequencies nel singolo Questions.
Nel gennaio 2024 pubblica il suo quinto album in studio Bitter Sweet Love, accompagnato da un tour mondiale.
Nel febbraio 2025, ha aperto i concerti di Bryan Adams, per il So Happy It Hurts Tour in Nuova Zelanda e Australia.

## Vita privata
Arthur ha quattro sorelle e un fratello. Neil e Shirley, rispettivamente suo padre e sua madre, si sono parlati a malapena per 22 anni, ma hanno accettato di partecipare all'audizione di Arthur insieme in una riunione di famiglia per sostenerlo.
Arthur sostiene la sua squadra di calcio locale Middlesbrough FC così come i Rangers FC.
Nel novembre 2022 nasce la sua prima figlia Emily, a cui Arthur dedica un singolo. L'anno precedente la sua fidanzata aveva sofferto un aborto.

### Cerimonie di apertura
Dopo aver vinto The X Factor, è stato invitato a tornare in Bahrain per aprire formalmente gli studi di prove di musica e teatro della British School of Bahrain e l'auditorium da 400 posti della scuola, entrambi parte dell'ampliamento delle strutture della scuola in cui lui studiato. I nuovi studi sono stati completati nel 2014.
Nel settembre 2016, dopo aver parlato delle sue lotte con droghe, ansia e depressione, è stato annunciato che era diventato ambasciatore dell'ente di beneficenza per la salute mentale del Regno Unito, SANE.

## Discografia
Album in studio
- 2013 – James Arthur
- 2016 – Back from the Edge
- 2019 – You
- 2021 – It'll All Make Sense in the End
- 2024 – Bitter Sweet Love

Singoli
- 2013 – Impossible
- 2013 – You're Nobody 'til Somebody Loves You
- 2013 – Recovery
- 2016 – Say You Won't Let Go
- 2017 – Safe Inside
- 2017 – Can I Be Him?
- 2017 – Naked
- 2018 – You Deserve Better
- 2018 – Empty Space
- 2019 – Falling Like the Stars
- 2019 – Treehouse
- 2019 – Finally Feel Good
- 2019 – You
- 2021 – Medicine
- 2021 – September
- 2021 – Emily
- 2022 – Future in Your Hands
- 2023 – A year ago
- 2023 – Blindside
- 2023 – Just Us
- 2023 – Homecoming
- 2023 – Sleepwalking
- 2024 – Bitter Sweet Love

## Riconoscimenti
2012
- Vincitore della nona stagione di The X Factor UK

2013
- Premio 40 Principales come miglior canzone per Impossible
- NRJ Music Award come artista rivelazione dell'anno